# Virei
Virei ist eine Kleinstadt und ein Landkreis in Angola. Der Kreis ist bekannt für seine vorgeschichtlichen Felsmalereien, insbesondere die von Tchitundo-Hulo. Auch die Ethnien und ihre verschiedenen Bräuche sind bekannt, darunter besonders das Herero-Volk der Kuval/Mucubal.

## Verwaltung
Virei ist Sitz eines gleichnamigen Kreises (Município) in der Provinz Namibe. Der Kreis umfasst 15.114 km² und hat 38.538 Einwohner (Schätzung 2019). Die Volkszählung 2014 ergab 32.445 Einwohner.
Der Kreis setzt sich aus zwei Gemeinden (Comunas) zusammen:
- Cainde
- Virei

Zu den wichtigsten Ortschaften neben den Gemeindesitzen gehören Kavelokamue, Tchacuto, Mukhanca, Tchikueia und Sayona/Saiona.

## Wirtschaft
Bedeutendste Wirtschaftszweige im Kreis sind Landwirtschaft und Viehzucht. Durch Minenräumung und Rodung wird die Ackerfläche weiter vergrößert. Zudem sorgen staatliche Förderungen wie die Vergabe von Saatgut und landwirtschaftlichem Gerät für eine Erhöhung der Produktion, zur Bekämpfung des Hungers und der Armut. Hauptanbauprodukte sind Mais, Tomaten, Süßkartoffeln und Maniok.
Der ehemals bedeutende Abbau von Granit und Marmor im Kreis Virei, insbesondere bei Sayona, soll wieder aktiviert werden und wirtschaftliche Impulse geben.